# Wyszcze Sołone
Wyszcze Sołone (ukr. Вище Солоне) – wieś na Ukrainie, w obwodzie charkowskim, w rejonie iziumskim. W 2001 liczyła 473 mieszkańców, spośród których 446 posługiwało się językiem ukraińskim, a 27 rosyjskim.